# ISO 9000
 "Quality Management" omdirigeres hertil. For andre betydninger af Quality Management, se Kvalitetsstyring.
ISO 9000 er en samling af standarder for kvalitetsstyring (quality management systems). Den omfatter alle typer virksomheder og organisationer og vedligeholdes af International Organization for Standardization (ISO).
Standarden udkom for første gang i 1987, og er siden blevet revideret i sin helhed i 1994 og 2000, og siden da hver for sig. Der udkom nye udgaver af ISO 9000 i 2015, ISO 9001 i 2015 og ISO 9004 i 2018.
Siden 2000 har ISO 9000-familien bestået af tre kernestandarder:
- ISO 9000:2015 Quality management systems - Fundamentals and vocabulary (på dansk DS/EN ISO 9000:2018, Kvalitetsledelsessystemer - Grundprincipper og ordliste)
- ISO 9001:2015 Quality management systems - Requirements (på dansk DS/EN ISO 9001:2015, Kvalitetsledelsessystemer - Krav)
- ISO 9004:2018 Quality management – Quality of an organization - Guidance to achieve sustained success (på dansk DS/EN ISO 9004:2018, Kvalitetsledelse – Kvaliteten i en organisation – Vejledning i opnåelse af vedvarende succes)

Disse tre kernestandarder støttes af flere andre associerede kvalitetsstandarder og retningslinjer.
Den vigtigste standard i samlingen er sandsynligvis ISO 9001. Denne har en procesorienteret fokus, og omfatter blandt andet kvalitetsledelse, produktdesign, kundebehandling, dokumentkontrol, intern oplæring, intern revision og ledelsesevaluering. ISO 9001 kan bruges til certificering af organisationer.